# Vivario
Vivario település Franciaországban, Haute-Corse megyében. Lakosainak száma 429 fő (2022. január 1.). Vivario Venaco, Bocognano, Guagno, Pastricciola, Ghisoni és Muracciole községekkel határos.

## Népesség
A település népessége az elmúlt években az alábbi módon változott:
| Lakosok száma | 603  | 624  | 493  | 506  | 475  | 445  | 432  | 428  | 428  | 429  |
|               | 1968 | 1982 | 1990 | 2006 | 2013 | 2015 | 2017 | 2019 | 2020 | 2022 |